# 둔내초등학교
둔내초등학교는 대한민국 강원특별자치도 횡성군 둔내면에 있는 초등학교다.

## 연혁
- 1930년 4월 1일 둔내공립보통학교(4년제 6학급) 개교
- 1938년 4월 1일 둔내공립심상소학교(6년제)로 개칭
- 1941년 4월 1일 둔내공립국민학교로 개칭
- 1976년 3월 1일 특수학급 설치(1학급)
- 1981년 3월 17일 병설유치원 2학급(79명) 인가
- 1984년 3월 1일 조항분교 편입
- 1988년 3월 1일 영호분교 편입
- 1989년 3월 1일 영교분교 편입
- 1995년 11월 24일 운동장 배수로 준공 및 체육관 착공
- 1995년 12월 5일 식당 개축
- 1995년 12월 31일 학교장 고나사 신축
- 1996년 3월 1일 영교분교장 통합
- 1996년 3월 1일 둔내초등학교로 개칭
- 1997년 4월 28일 체육관 신축
- 1998년 2월 6일 스키부 창단
- 1998년 12월 2일 농촌학교 현대화시설 사업 완료
- 1999년 3월 1일 현천초등학교 통폐합
- 1999년 9월 1일 조항분교장 통폐합
- 2000년 10월 9일 지성의 등산길 조성
- 2000년 10월 16일 교직원 관사 1동 신축(연립6세대)
- 2001년 12월 31일 양궁장 신축
- 2006년 4월 24일 1校 1休 자매결연(청태산자연휴양림)
- 2007년 10월 10일 영어체험학습실(English Zone) 개장
- 2008년 3월 1일 영호분교장 통폐합
- 2008년 10월 9일 전통관 개관
- 2009년 3월 2일 영어전용교실 개장
- 2009년 8월 17일 급식소 증·개축 준공
- 2014년 11월 27일 스노보드부 창단
- 2016년 3월 1일 덕성분교장 통폐합

## 참고 자료
- 둔내초등학교 - 한국교육학술정보원 학교알리미